# Liste der Straßen und Plätze in Eilenburg

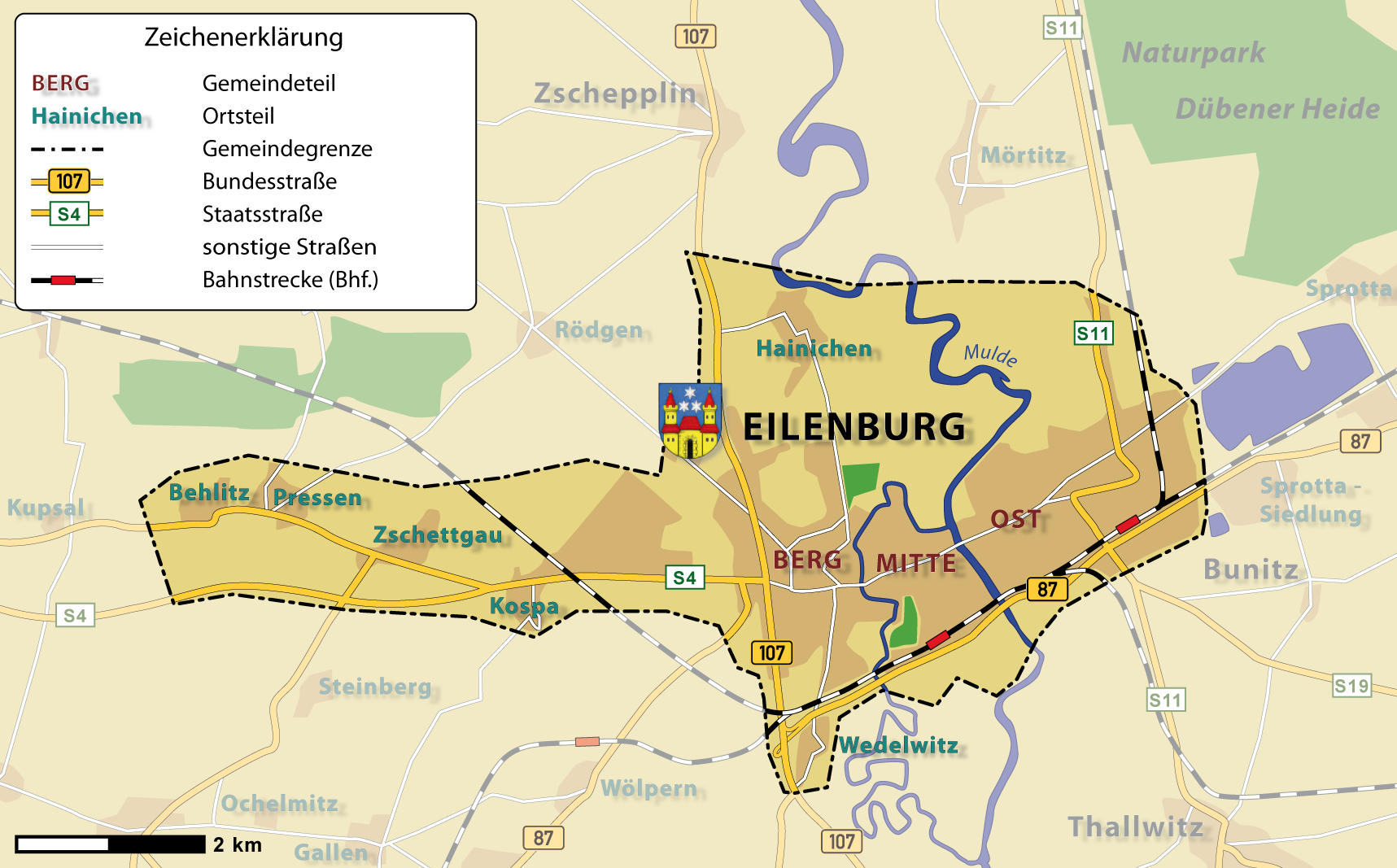
Eilenburg mit seinen Stadt- und Ortsteilen

Die Liste der Straßen und Plätze in Eilenburg enthält alle benannten Straßen und Plätze der Großen Kreisstadt Eilenburg im Landkreis Nordsachsen, einschließlich der Ortsteile Behlitz, Hainichen, Kospa, Pressen, Wedelwitz und Zschettgau. Die Bezeichnungen der Straßen geben einen profunden Einblick in die örtlichen Objekt- und Flurnamen und sind Spiegelbild der über tausendjährigen Stadtgeschichte.
Schon im Mittelalter trugen die Eilenburger Straßen Namen. Damals war es üblich, Straßen nach einer ansässigen Handwerkszunft (Badergasse, Töpfergasse), bestimmten Einrichtungen (Marstallgasse, Pfarrgasse), der Wegerichtung oder nach anderen Zusammenhängen (Neue Gasse, Kuhgasse) zu benennen. 1861 gab es eine erste Welle von Umbenennungen. Die Verdrängung von -gassen zugunsten von -straßen sollte dem Charakter der wachsenden Industriestadt entsprechen. Die Stadterweiterung in den folgenden Jahrzehnten machte viele neue Namen notwendig, die sowohl zeittypisch (Bismarckstraße, Wilhelmstraße), als auch regionalen Ursprungs (Schützenstraße, Röberstraße, Samuelisdamm) waren. Im Nationalsozialismus erhielten der Nord- und der Südring propagandistische Namen (Adolf-Hitler-Ring, Hermann-Göring-Ring), eine neue Siedlung in Eilenburg-Ost erhielt Namen Danziger Vororte (Olivaer Straße, Langfuhrer Straße).
Zu Zeiten der DDR gab es eine große Zahl von Um- und Neubenennungen, wobei auch Straßennamen aus der Kaiserzeit verschwanden. Die Bezeichnungen nach den sozialistischen Theoretikern (Karl-Marx-Siedlung, Friedrich-Engels-Straße), Politikern (Rosa-Luxemburg-Straße, Fritz-Heckert-Straße) und lokalen Widerstandskämpfern (Kurt-Bennewitz-Straße, Hermann-Michaelis-Straße) sollten einer neuen Gesellschaftsordnung Ausdruck verleihen. Auch russische Schriftsteller (Puschkinstraße, Maxim-Gorki-Platz) fanden dabei Berücksichtigung. Ein in den 1980er Jahren errichtetes Wohngebiet erhielt Namen bekannter Komponisten (Mozartstraße, Beethovenstraße) und hieß im Volksmund entsprechend Musikerviertel. Nach der Wiedervereinigung verschwanden einige dieser Straßennamen (Dr.-Otto-Nuschke-Straße, Platz der DSF, Siedlung der Solidarität), die meisten blieben jedoch bis heute erhalten. Die Neubenennungen jüngster Zeit gehen meist auf örtliche und ortsgeschichtliche Begebenheiten zurück oder entspringen der Fantasie (Am Mühlgraben, Henriweg, Sonneneck).
In Eilenburg sind derzeit 224 Straßen und Plätze benannt. Die Stadt verfügt über 86,5 Kilometer Ortsstraßen und 75,7 Kilometer beschränkt-öffentlich gewidmete Straßen. Hinzu kommen noch Kreis-, Staats- und Bundesstraßen, wobei letztere außerhalb der Siedlungsbereiche verlaufen und keine Namen tragen. Die wichtigsten Straßen im Stadtgebiet sind dabei die ehemals im Verlauf der Via Regia und später der Bundesstraße 87 gelegenen Straßen Bergstraße, Leipziger und Torgauer Straße sowie Ziegelstraße. Diese verbinden die drei Eilenburger Stadtteile Berg, Mitte und Ost. Der Fernverkehr rollt seit 2004 über eine Umgehungsstraße im Zuge der B87. Die Leipziger und Torgauer Straße sind seit jeher die Hauptgeschäftsstraßen in Eilenburg. In Eilenburg-Ost bildet die Puschkinstraße das Stadtteilzentrum.
Im ÖPNV nimmt die Bahnhofstraße eine herausragende Stellung ein. Diese wird von allen Stadt- und Regionalbuslinien durchfahren und verbindet die beiden zentralen Bushaltestellen Bahnhof und Dr.-Külz-Ring. Während die Regionallinien vorrangig die Hauptstraßen benutzen, erschließen die Stadtbuslinien über das Nebenstraßennetz auch die Wohngebiete.

## Legende
Die nachfolgende Tabelle gibt eine Übersicht über die vorhandenen Straßen und Plätze im Stadtgebiet sowie einige dazugehörige Informationen. Im Einzelnen sind dies:
- Bild: Foto der Straße. (bisher unvollständig)
- Name/Lage: Aktuelle Bezeichnung der Straße oder des Platzes sowie unter ‚Lage‘ ein Koordinatenlink, über den die Straße oder der Platz auf verschiedenen Kartendiensten angezeigt werden kann. Die Geoposition gibt dabei ungefähr die Mitte der Straße an.
- Namensherkunft: Ursprung oder Bezug des Namens.
- Anmerkungen: Weitere Informationen bezüglich anliegender Institutionen, der Geschichte der Straße, historischer Bezeichnungen, Kulturdenkmalen usw.

## Straßenverzeichnis
| Bild | Name/Lage                          | Namensherkunft | Anmerkungen |
| ---- | ---------------------------------- | --- | --- |
|      | Adolf-Damaschke-Straße (Karte)     | Adolf Damaschke (1865–1935), deutscher Pädagoge und Führer der Bodenreform in Deutschland                                                                                          | angelegt um 1923 |
|      | Ahornweg (Karte)                   | alle Straßen und Wege des Wohngebietes sind nach einheimischen Laubbäumen benannt                                                                                                  | angelegt 1997 im Zuge der Erschließung des Wohngebietes Leipziger Höhe |
|      | Alexander-Monski-Straße (Karte)    | Alexander Monski (1840–1912), Unternehmer | angelegt 2006 im Zuge der Erschließung des Gewerbegebietes ECW |
|      | Alter Mittelweg (Karte)            | | Neubenennung (1998) eines Teils der Straße der Jugend wegen des Baus eines neuen Stadtzubringers historischer Name: Straße der Jugend |
|      | Am Alten Celluloidwerk (Karte)     | benannt nach der ehem. dort gelegenen Deutschen Celluloid-Fabrik (DCF) | angelegt 2006 im Zuge der Erschließung des Gewerbegebietes ECW |
|      | Am Anger (Karte)                   | benannt nach dem Anger, einem ursprünglich grasbewachsenen Land zur gemeinschaftlichen Nutzung                                                                                     | historische Namen: Angerstraße (bis 1916, 1933–1946), Belianstraße (1916–1933, 1946–1959), Dr.-Otto-Nuschke-Straße (1959–1992) Kulturdenkmale Hausnummern 3, 13, 15, 20/21, 24, 29 (Bürgermeisterhaus), 30, 31                                                                         |
|      | Am Bach (Karte)                    | benannt nach dem dortigen Bach (Knatter) | Benennung 1974 im Zuge der Eingemeindung von Wedelwitz |
|      | Am Bärenbruch (Karte)              | benannt nach der ursprünglichen Nutzung des Gebiets zur Beerenlese, Bruch ist ein anderes Wort für Sumpf                                                                           | angelegt 1936 im Zuge der Erschließung der Muchow-Siedlung (Karl-Liebknecht-Siedlung) |
|      | Am Ehrenfriedhof (Karte)           | benannt nach dem dort gelegenen Ehrenfriedhof | angelegt vor 1924 Kulturdenkmal Ehrenfriedhof |
|      | Am Färberwerder (Karte)            | benannt nach der historischen Nutzung durch die Färber, tw. verlandetes Altwasser der Mulde (vgl. Werder)                                                                          | angelegt 1996 zur Erschließung des Gewerbegebietes Nordost |
|      | Am Feldrain (Karte)                | benannt nach den zu beiden Seiten liegenden Äckern (vgl. Feldrain) | Neubenennung (1997) nach der Eingemeindung von Kospa-Pressen wegen Namensdoppelung historischer Name: Gelbchenweg |
|      | Am Grünen Fink (Karte)             | benannt nach der dortigen Kleingartenanlage Grüner Fink | |
|      | Am Käuzchenturm (Karte)            | | Neubenennung (1997) nach der Eingemeindung von Kospa-Pressen wegen Namensdoppelung Kulturdenkmal Trafoturm |
|      | Am Kirchgarten (Karte)             | benannt nach dem Garten der benachbarten katholischen Kirche St. Franz Xaver | angelegt 1997 zur Erschließung eines neuen Wohngebietes |
|      | Am Lauchberg (Karte)               | benannt nach dem dort gelegenen Bruchwald Lauch, Lauch bezeichnete früher eine sumpfige Niederung, die dort gelegene Anhöhe heißt Galgenberg                                       | Benennung 2006 |
|      | Am Lehmberg (Karte)                | benannt nach den dortigen Lehmvorkommen, auf die auch der Stadtname zurückgeht (vgl. Herkunft des Stadtnamens)                                                                     | historischer Name: Lehmberg (nach 1910–vor 1939) |
|      | Am Mittelfeld (Karte)              | benannt nach der historischen Bezeichnung der dortigen Flur als Mittelfelder | |
|      | Am Mühlgraben (Karte)              | benannt nach dem Mühlgraben | angelegt 1994 zur Erschließung eines neuen Wohngebietes Kulturdenkmal Hausnummer 16 |
|      | Am Plan (Karte)                    | das Wort Plan ist slawischen Ursprungs und beschreibt eine Wiesenfläche zur gemeinschaftlichen Nutzung (vgl. Anger)                                                                | historische Namen: An der Eisenbahn (um 1940–1946); Torgauer Landstraße, Behelfsheime (1946–1984) Standort der Schutzpolizei-Nachrichtenschule, nach 1945 Nutzung als Notwohnungen |
|      | Am Regenbogen (Karte)              | benannt nach einer alten Flurbezeichnung | Benennung 1981 |
|      | Am Ring (Karte)                    | benannt nach dem ringförmigen Verlauf der Straße in der Rundlingssiedlung | Kulturdenkmale Kriegerdenkmal sowie Hausnummern 7, 22 und 29 |
|      | Am Schadebach (Karte)              | benannt nach dem in der Nähe entspringenden Schadebach | angelegt 1997 im Zuge der Erschließung des Gewerbegebietes Am Schanzberg |
|      | Am Schanzberg (Karte)              | benannt nach der dort gelegenen Anhöhe Schanzberg (138 m); die Schweden ließen dort im Dreißigjährigen Krieg 17 Schanzen errichten                                                 | angelegt 1997 im Zuge der Erschließung des Gewerbegebietes Am Schanzberg Anfang |
|      | Am Teich (Karte)                   | benannt nach dem Pressener Dorfteich | Neubenennung (1997) nach der Eingemeindung von Kospa-Pressen wegen Namensdoppelung historischer Name: Am Anger |
|      | Am Wasserturm (Karte)              | benannt nach dem dort gelegenen Wasserturm der Chemiefabrik | angelegt 2006 im Zuge der Erschließung des Gewerbegebietes ECW Kulturdenkmal Wasserturm |
|      | An den Fichten (Karte)             | | Neubenennung (1997) nach der Eingemeindung von Kospa-Pressen Kulturdenkmal Hausnummer 2 |
|      | An den Quellen (Karte)             | benannt nach den dortigen Mineralquellen | angelegt 1996 zur Erschießung des Betriebsgeländes von Ileburger Sachsenquelle |
|      | An der Bahn (Karte)                | benannt nach der Lage parallel zur Bahnstrecke Halle–Guben | |
|      | An der Dobritzmark (Karte)         | benannt nach der wüsten Mark Dobritz | Benennung 1997 |
|      | An der Eisenbahn (Karte)           | benannt nach der Lage parallel zur Bahnstrecke Eilenburg–Wittenberg | |
|      | An der Fischeraue (Karte)          | benannt nach einer alten Flurbezeichnung, die auf die Fischereirechte der Eilenburger Fischerinnung zurückgeht                                                                     | angelegt 1964 zur Erschließung eines neuen Wohngebietes |
|      | An der Heide (Karte)               | benannt nach der Dübener Heide, die bis zum östlichen Stadtrand reicht | historischer Name: Siedlung der Solidarität (nach 1970–1991) |
|      | An der Mulde (Karte)               | benannt nach der Lage am Fluss Mulde | historischer Name: Friedhofstraße (1861–1984) |
|      | An der Schondorfer Mark (Karte)    | benannt nach der Wüstung Schondorf, wüst seit dem 15. Jh. | angelegt 1995 zur Erschließung eines neuen Einzelhandelsstandortes |
|      | An der Zimmerei (Karte)            | benannt nach der ehem. dort gelegenen Zimmerei der LPG Pressen | Benennung nach 1945 |
|      | Auenweg (Karte)                    | benannt nach der Lage in der Muldenaue | Benennung 1974 im Zuge der Eingemeindung von Hainichen |
|      | August-Bebel-Straße (Karte)        | August Bebel (1840–1913), sozialistischer deutscher Politiker und Publizist | historischer Name: Horst-Wessel-Straße (1936–1946) |
|      | August-Fritzsche-Straße (Karte)    | August Fritzsche (1816–1902), deutscher Genossenschaftspionier | Neubenennung (1950) eines Teils der Schulstraße historischer Name: Schulstraße Standort der ersten deutschen Konsumgenossenschaft (Eilenburger Lebensmittel-Association) Kulturdenkmal Hausnummer 4                                                                                    |
|      | Bahnhofstraße (Karte)              | benannt nach dem Bahnhof Eilenburg | Benennung 1872 zur Eröffnung des Bahnhofs historischer Name: Baumallee, Lindenallee (um 1830), Schießhausdamm (ab 1834) Umgestaltung 1872/73 Kulturdenkmale Hausnummern 6, 21 (Bahnhof), 24                                                                                            |
|      | Bartholomäusaue (Karte)            | Bartholomäus (Anfang 1. Jh.), Apostel, Schutzpatron der Bauern, Winzer, Hirten u. a.; das Gebiet in der Flussaue der Mulde ist ehem. Kirchenbesitz                                 | Benennung um 1924, 1984 Erweiterung um den Straßenabschnitt am Serum-Werk, 2020 Umbenennung dieses Teils in Kastanienallee |
|      | Beethovenstraße (Karte)            | Ludwig van Beethoven (1770–1824), Komponist | angelegt 1981 zur Erschließung eines neuen Wohngebietes |
|      | Behlitzer Straße (Karte)           | Behlitz, Ortsteil von Eilenburg | Kulturdenkmal Trafoturm |
|      | Bergstraße (Karte)                 | ehemals Teil der Handelsstraße Via Regia Benennung 1861 historische Namen: Leipzigischer Steinweg                                                                                  | Kulturdenkmale Hausnummern 9, 10, 11, 12, 13, 19, 28 (Rautenkranz), 29a, 72, 77, 79, 81, 82; ehemalige Kulturdenkmale 7, 8, 18, 23, 56 |
|      | Bernhardistraße (Karte)            | Anton Bernhardi (1813–1889), deutscher Arzt, Genossenschafter, Politiker, Sozialreformer und Unternehmer                                                                           | historische Namen: Badergasse (bis 1861), Wilhelmstraße (1861–1948) Kulturdenkmale Hausnummern 11, 11a, 12, 21 (St. Franz Xaver) |
|      | Breite Straße (Karte)              | wahrscheinlich benannt nach den ehem. dort ansässigen Mönchen (vgl. Ordensbruder)                                                                                                  | historische Namen: Neue Gasse, Bret-Gasse, Brettgasse, Brüdergasse (bis 1861) |
|      | Breitscheidstraße (Karte)          | Rudolf Breitscheid (1874–1944), deutscher Politiker | historische Namen: Bogenstraße (ab 1861), Mackensenstraße (vor 1924–1946) |
|      | Brunnerstraße (Karte)              | Moritz Brunner (1792–1875), Eilenburger Bürgermeister (1832–1857) | angelegt um 1919 zur Erschließung neuer Wohnbebauung |
|      | Bürgergarten (Karte)               | benannt nach der dort gelegenen ehem. Parkanlage Bürgergarten | Benennung nach 1848 |
|      | Bummiweg (Karte)                   | benannt nach der Kinderfigur Bummi, der anliegende Kindergarten trägt denselben Namen                                                                                              | Benennung 1983 |
|      | Buttergasse (Karte)                | ehem. volkstümliche Bezeichnung, wahrscheinlich benannt nach der Beschaffenheit des einst unbefestigten Weges                                                                      | |
|      | Butzbacher Platz (Karte)           | Butzbach, Stadt in Hessen, benannt 2014 nach der seit 1990 bestehenden Städtepartnerschaft                                                                                         | Kursächsische Postmeilensäule von 1724 (Replik, 2012) |
|      | Clara-Zetkin-Straße (Karte)        | Clara Zetkin (1857–1933), sozialistische deutsche Politikerin und Frauenrechtlerin                                                                                                 | historischer Name: Lüderitzstraße (um 1935–1946); ehemaliges Kulturdenkmal Gartenpavillon |
|      | Collmener Landstraße (Karte)       | Collmen, Ortsteil von Thallwitz | Benennung zwischen 1910 und 1924 |
|      | Degenkolbstraße (Karte)            | Carl Degenkolb (1796–1862), deutscher Unternehmer, Politiker und Sozialreformer | historische Namen: Hauptstraße, Thaalstraße (1861–um 1900) Kulturdenkmal Hausnummern 1–1c (Emilienstift) |
|      | Dr.-Belian-Straße (Karte)          | Alfred Belian (1873–1946), Eilenburger Bürgermeister (1904–1933) | Benennung 2001 zuvor als Gelände der Kaserne Eilenburg unzugänglich und unbenannt, später Teil der Kranoldstraße Kulturdenkmale Hausnummern 1, 2, 4 |
|      | Dr.-Külz-Ring (Karte)              | Wilhelm Külz (1875–1948), deutscher Politiker | historische Namen: Dammstraße (1861–1906), Südpromenade (ab 1906), Hermann-Göring-Ring (1933–1945), Südring (1945–1950) Verfüllung des alten Stadtgrabens und Umgestaltung zur Promenade 1898–1906 Kulturdenkmale Hausnummern 6, 9, 10, 12, 17, 33, 34, 35, 36 sowie Franz-Abt-Denkmal |
|      | Dorfstraße (Karte)                 | benannt als Hauptstraße im Ortsteil | historische Namen: Dorfstraße (1974–1984), Hauptstraße (vor 1974, 1984–1991) Kulturdenkmal Hausnummer 28 |
|      | Dorotheenstraße (Karte)            | Heilige Dorothea (~279–~305), christliche Jungfrau und Märtyrin, Schutzpatronin der Gärtner, Bierbrauer, Vermählten u. a.                                                          | Benennung 1861 Kulturdenkmale Hausnummern 1a, 4 |
|      | Dübener Landstraße (Karte)         | Bad Düben, Stadt in Sachsen | Benennung nach 1910 |
|      | Ebereschenweg (Karte)              | alle Straßen und Wege des Wohngebietes sind nach einheimischen Laubbäumen benannt                                                                                                  | angelegt 1997 im Zuge der Erschließung des Wohngebietes Leipziger Höhe |
|      | Eckartstraße (Karte)               | vermutlich nach Elias Eckart († 1629), Eilenburger Kämmerer | historische Namen: Spisergasse/Speiser (16. Jh.), Eckardtsgasse (ab dem 17. Jh.) Kulturdenkmale Hausnummern 6, 4/5, 24, 25–27 |
|      | Eilenburger Straße (Karte)         | Eilenburg, Stadt in Sachsen | |
|      | Erlenweg (Karte)                   | alle Straßen und Wege des Wohngebietes sind nach einheimischen Laubbäumen benannt                                                                                                  | angelegt 1997 im Zuge der Erschließung des Wohngebietes Leipziger Höhe |
|      | Ernst-Mey-Straße (Karte)           | Ernst Mey (1844–1903), deutscher Unternehmer, Gründer der Celluloidfabrik | angelegt 1999 auf dem Gelände der ehem. Celluloidfabrik |
|      | Ernst-Thälmann-Siedlung (Karte)    | Ernst Thälmann (1886–1944), kommunistischer deutscher Politiker | historischer Name: Wilhelm-Gustloff-Siedlung (nach 1936–nach 1945) |
|      | Fasanenweg (Karte)                 | | |
|      | Feldlerchenweg (Karte)             | | |
|      | Feldweg (Karte)                    | | |
|      | Ferdinandstraße (Karte)            | | |
|      | Fischerweg (Karte)                 | benannt nach einer alten Flurbezeichnung, die auf die Fischereirechte der Eilenburger Fischerinnung zurückgeht                                                                     | |
|      | Florian-Geyer-Straße (Karte)       | Florian Geyer (~1490–1525), Führer des Bauernheers im Deutschen Bauernkrieg | |
|      | Flügelstraße (Karte)               | | |
|      | Forstweg (Karte)                   | | |
|      | Franz-Abt-Straße (Karte)           | Franz Abt (1819–1885), deutscher Komponist und Kapellmeister | ursprünglich künstlich angelegte Schlucht zur Verteidigung der Burg |
|      | Franz-Mehring-Straße (Karte)       | Franz Mehring (1846–1919), deutscher Publizist und Politiker | |
|      | Friedrich-Ebert-Straße (Karte)     | Friedrich Ebert (1871–1925), sozialdemokratischer deutscher Politiker, Reichspräsident                                                                                             | |
|      | Friedrich-Engelhorn-Straße (Karte) | Friedrich Engelhorn (1821–1902), Gründer der BASF, Aufsichtsratsvorsitzender des Celluloidwerks                                                                                    | angelegt im Zuge der Erschließung des Gewerbegebiets ECW 2006 |
|      | Friedrich-Engels-Straße (Karte)    | Friedrich Engels (1820–1895), deutscher Philosoph und Mitverfasser des Kommunistischen Manifests                                                                                   | |
|      | Friedrichshöhe (Karte)             | Friedrich von Pentz (1841–1921), preußischer Generalmajor, Besitzer der dort gelegenen Rittergüter auf dem Berge und am Steinwege; letzteres erhielt nach Erwerb 1875 seinen Namen | |
|      | Friedrichstraße (Karte)            | Friedrich II. von Preußen (1712–1786), König von Preußen | angelegt Ende des 18. Jh. als Verlängerung des Kreuzweges zur Wegeabkürzung Richtung Hinterstadt (nördliche Vorstadt) |
|      | Fritz-Heckert-Straße (Karte)       | Fritz Heckert (1884–1936), kommunistischer deutscher Politiker, Mitbegründer des Spartakusbundes und der KPD                                                                       | |
|      | Fuchsberg (Karte)                  | benannt nach dem dort heimischen Rotfuchs, ein Objekt in der Nähe heißt Fuchswinkel                                                                                                | |
|      | Funkenweg (Karte)                  | benannt nach der Sage Funkenhäuschen | |
|      | Gabelweg (Karte)                   | | |
|      | Gallener Landstraße (Karte)        | Gallen, Ortsteil von Jesewitz | Kulturdenkmal Trafoturm |
|      | Gartenstraße (Karte)               | | Kulturdenkmal Hausnummern 4 und 10 |
|      | Gartenweg (Karte)                  | | |
|      | Gelbchenweg (Karte)                | benannt nach der Wüstung Gölpen, auch Gelpen | |
|      | Georgenstraße (Karte)              | benannt nach der ehem. in der Nähe gelegenen Georgenkapelle auf dem Stadtfriedhof                                                                                                  | |
|      | Georg-Schumann-Straße (Karte)      | Georg Schumann (1886–1945), deutscher Kommunist und Widerstandskämpfer | historischer Name: Langfuhrer Straße angelegt 1936 zur Erschließung der damals so genannten Danziger Siedlung |
|      | Goethestraße (Karte)               | Johann Wolfgang von Goethe (1749–1832), deutscher Dichter | |
|      | Grabenweg (Karte)                  | | |
|      | Groitzscher Aue (Karte)            | Groitzsch, Ortsteil von Jesewitz | Bezeichnung entstand nach dem Bau der Eisenbahn Halle–Guben für die südlich von dieser gelegene Flussaue |
|      | Große Mauerstraße (Karte)          | benannt nach ihrem Verlauf entsprechend der alten Stadtmauer | |
|      | Grüner Weg (Karte)                 | | |
|      | Gustav-Adolf-Ring (Karte)          | Gustav II. Adolf (1594–1632), König von Schweden, Aufbahrung im Roten Hirsch | angelegt im Zuge der Erschließung des Gewerbegebiets Am Schanzberg Anfang der 1990er Jahre |
|      | Gustav-Raute-Straße (Karte)        | Gustav Raute (1859–1946), Zigarrenfabrikant und Politiker | historischer Name: Bismarckstraße Kulturdenkmale Hausnummern 1, 3, 5, 6 |
|      | Gutshof (Karte)                    | | |
|      | Hainbuchenweg (Karte)              | alle Straßen und Wege des Wohngebietes sind nach einheimischen Laubbäumen benannt                                                                                                  | angelegt im Zuge der Erschließung des Wohngebietes Leipziger Höhe in den 1990er Jahren |
|      | Hallesche Straße (Karte)           | Halle (Saale), Stadt in Sachsen-Anhalt | |
|      | Hartmannstraße (Karte)             | Hermann Hartmann (1863–1923), deutscher Arzt und Gründer des Hartmannbundes | |
|      | Hauptstraße (Karte)                | benannt nach ihrer Lage und Funktion in der Karl-Marx-Siedlung | entgegen dem Namen reine Anliegerstraße ohne verkehrliche Bedeutung |
|      | Henriweg (Karte)                   | benannt nach der ehem. dort gelegenen Bonbonfabrik Henze („Henri“) | zur Erschließung des Wohngebietes Schloßberg Ursprünglich war geplant, den Weg nach Arthur Henze (1877–1945), Gründer der Bonbonfabrik, zu benennen, was aufgrund einer nicht auszuschließenden Verstrickung Henzes mit dem NS-Regime verworfen wurde.                                 |
|      | Hermann-Michaelis-Straße (Karte)   | Hermann Michaelis (1886–1945), kommunistischer Widerstandskämpfer zur Zeit des Nationalsozialismus                                                                                 | |
|      | Hirschgasse (Karte)                | benannt nach dem dort gelegenen Gasthof Zum Roten Hirsch | |
|      | Hochhausstraße (Karte)             | benannt nach dem dort gelegenen Hochhaus | historischer Name: Paul-Heinze-Straße |
|      | Höhenweg (Karte)                   | benannt nach der Lage auf dem Hochufer der Mulde | |
|      | Hohlweg (Karte)                    | benannt nach seiner Eigenschaft als Hohlweg | |
|      | Hügelstraße (Karte)                | | Kulturdenkmale Hausnummern 3, 4 (beide abgegangen) |
|      | Hugo-Jäckel-Platz (Karte)          | Hugo Jäckel (1847–1939), deutscher Auswanderer, spendete nach dem Ersten Weltkrieg für notleidende Eilenburger                                                                     | |
|      | Im Bauerndorf (Karte)              | benannt nach der Lage im ländlichen Ortsteil Zschettgau | Kulturdenkmale Hausnummern 4, 18, 21 |
|      | Jacobsplatz (Karte)                | Johann Jacob Bodemer (1762–1844), deutscher Unternehmer | |
|      | Jahnplatz (Karte)                  | Friedrich Ludwig Jahn (1778–1852), deutscher Pädagoge und Begründer der Turnbewegung                                                                                               | |
|      | Jeremias-Simon-Straße (Karte)      | Jeremias Simon, evangelischer Theologe und Ortschronist | angelegt im Zuge der Erschließung des Gewerbegebietes Am Schanzberg Anfang der 1990er Jahre |
|      | Johann-Gutenberg-Straße (Karte)    | Johannes Gutenberg (~1400–1468), Erfinder des Buchdrucks | angelegt im Zuge der Erschließung des Gewerbegebietes Am Schanzberg Anfang der 1990er Jahre |
|      | Karl-Liebknecht-Siedlung (Karte)   | Karl Liebknecht (1871–1919), deutscher Politiker und Mitbegründer der KPD | |
|      | Karl-Marx-Siedlung (Karte)         | Karl Marx (1818–1883), deutscher Philosoph und Gesellschaftstheoretiker, Mitverfasser des Kommunistischen Manifests                                                                | |
|      | Karlstraße (Karte)                 | | historische Namen: Carls-Gasse (16. Jh.), Karlsgasse Kulturdenkmal Hausnummern 1, 2/3,4 |
|      | Kastanienallee (Karte)             | benannt nach ihrer Bepflanzung mit Kastanienbäumen | historischer Name: Bartholomäusaue (tw.) Kulturdenkmale Hausnummern 3/4 sowie Stellwerk Aw |
|      | Kellerstraße (Karte)               | benannt nach den dort gelegenen Eingängen zu den Bergkellern | Kulturdenkmale Hausnummer 1 sowie Eilenburger Bergkeller |
|      | Kirchbogen (Karte)                 | benannt nach der dort gelegenen Dorfkirche Behlitz | Kulturdenkmale Dorfkirche, Dorfrichterstein sowie Hausnummern 5 und 7 |
|      | Kleine Mauerstraße (Karte)         | benannt nach ihrem Verlauf entsprechend der alten Stadtmauer | |
|      | Kleingartenweg (Karte)             | benannt nach der Funktion zur Erschließung eines Teils der Kleingartenanlage Am Grünen Fink                                                                                        | |
|      | Konsumgasse (Karte)                | benannt nach der Begründung des Konsumgedankens mit der Eilenburger Lebensmittel-Association                                                                                       | angelegt im Zuge des Neubaus eines Wohn- und Geschäftshauskomplexes um 2000 |
|      | Kornmarkt (Karte)                  | benannt nach seiner ehemaligen Funktion | |
|      | Kospaer Landstraße (Karte)         | Kospa, Ortsteil von Eilenburg | |
|      | Kranoldstraße (Karte)              | mehrere Personen mit dem Namen Kranold in der Stadtgeschichte | historischer Name: Oststraße |
|      | Kreuzweg (Karte)                   | | |
|      | Kültzschauer Straße (Karte)        | benannt nach dem ehemaligen Dorf Kültzschau als Kern des heutigen Stadtteils Eilenburg-Ost                                                                                         | |
|      | Kurt-Bennewitz-Straße (Karte)      | Kurt Bennewitz (1902–1945), kommunistischer Widerstandskämpfer zur Zeit des Nationalsozialismus                                                                                    | Kulturdenkmale Trafoturm und Hausnummer 29 |
|      | Lahnstraße (Karte)                 | benannt nach den Flurnamen der bei Wölpern gelegenen Großen und Kleinen Lahn, Lahn bezeichnete früher ein Flächenmaß (vgl. Hufe)                                                   | |
|      | Lehdenweg (Karte)                  | | |
|      | Leipziger Höhe (Karte)             | Leipzig, Stadt in Sachsen | |
|      | Leipziger Landstraße (Karte)       | Leipzig, Stadt in Sachsen | Kulturdenkmale Hausnummern 12, 13 |
|      | Leipziger Straße (Karte)           | Leipzig, Stadt in Sachsen | Kulturdenkmal Hausnummern 57, 58–67 |
|      | Lilienstraße (Karte)               | angelegt im Zuge der Erschließung des Wohngebietes Leipziger Höhe in den 1990er Jahren                                                                                             | |
|      | Lindenplatz (Karte)                | | |
|      | Lindenstraße (Karte)               | alle Straßen und Wege des Wohngebietes sind nach einheimischen Laubbäumen benannt                                                                                                  | angelegt im Zuge der Erschließung des Wohngebietes Leipziger Höhe in den 1990er Jahren |
|      | Lossastraße (Karte)                | benannt nach dem Fluss Lossa, in dessen ehem. Verlauf sich die Straße in etwa befindet                                                                                             | |
|      | Lutherstraße (Karte)               | Martin Luther (1483–1546), Urheber der Reformation | angelegt ab 1919 zur Erschließung des neuen Wohngebietes der Mitteldeutsche Heimstätten Wohnungsfürsorgegesellschaft m.b.H. auf dem Gelände einer ehem. Gärtnerei |
|      | Mansberg (Karte)                   | | Kulturdenkmale Hausnummer 18 (Sternwarte) sowie Friedhof |
|      | Marienstraße (Karte)               | benannt nach der dort gelegenen Marienkirche | Kulturdenkmal Hausnummer 8a |
|      | Markscheide (Karte)                | | |
|      | Marktplatz (Karte)                 | benannt nach seiner Funktion, zentraler Platz der Stadt | historischer Name: Stalinplatz Kulturdenkmal Hausnummer 1 (Rathaus) |
|      | Martinstraße (Karte)               | Martin Luther (1483–1546), Urheber der Reformation | die Straße war der Hauptweg der 1856 eingemeindeten Vorstadtgemeinde Geßlinge (auch Gassengemeinde), der heutige Name wurde 1861 vergeben |
|      | Maxim-Gorki-Platz (Karte)          | Maxim Gorki (1868–1936), russischer Schriftsteller | historischer Name: Augustenplatz Kulturdenkmal Hausnummer 1 |
|      | Mikael-Agricola-Straße (Karte)     | Mikael Agricola (~1509–1557), finnischer Theologe und Reformator, Vater der finnischen Literatursprache                                                                            | angelegt im Zuge der Erschließung des Gewerbegebietes Am Schanzberg Anfang der 1990er Jahre |
|      | Mittelstraße (Karte)               | | |
|      | Mittelweg (Karte)                  | | historischer Name: Neuer Mittelweg |
|      | Möbiusstraße (Karte)               | Karl August Möbius, deutscher Naturwissenschaftler | |
|      | Mozartstraße (Karte)               | Wolfgang Amadeus Mozart (1756–1791), Komponist | |
|      | Mühlplatz (Karte)                  | benannt als zentraler Platz der Mühlinsel im alten Mühlenviertel | Kulturdenkmale Hausnummern 2, 4, 6 |
|      | Mühlstraße (Karte)                 | benannt nach den ehem. anliegenden Mühlen im Verlauf des Mühlgrabens | bis 1945 Sackgasse und tw. Betriebsgelände Kulturdenkmale Hausnummern 5, 5a, 5b, 5d-f |
|      | Mühlweg (Karte)                    | | |
|      | Mühlwiese (Karte)                  | | |
|      | Muldenstraße (Karte)               | | |
|      | Naundorfer Straße (Karte)          | Naundorf, Ortsteil von Zschepplin | |
|      | Neue Welt (Karte)                  | benannt nach der Ausflugsgaststätte Neue Welt, zeitgeistige Bezeichnung Mitte des 19. Jh.                                                                                          | |
|      | Nikolaiplatz (Karte)               | benannt nach der dort gelegenen Nikolaikirche | historischer Name: Nicolaiplatz Kulturdenkmale Hausnummern 2, 3/4 sowie Nikolaikirche |
|      | Nikolaus-Widemar-Straße (Karte)    | Nikolaus Widemar, Reformationsdrucker | angelegt im Zuge der Erschließung des Gewerbegebiets Am Schanzberg Anfang der 1990er Jahre |
|      | Nordring (Karte)                   | benannt nach Lage und Verlauf im Stadtstraßennetz | historische Namen: Nordpromenade (ab ~1906), Adolf-Hitler-Ring (1933–1945) ab 1906 Abtragung des Stadtwalls und Umgestaltung zur Promenade Kulturdenkmale Hausnummern 24, 40/41, 47 |
|      | Nordstraße (Karte)                 | | |
|      | Ostbahnhofstraße (Karte)           | benannt nach dem Bahnhof Eilenburg Ost | |
|      | Postweg (Karte)                    | benannt nach dem ehem. benachbarten Postamt | historischer Name: Gartenstraße |
|      | Pressener Straße (Karte)           | Pressen, Ortsteil von Eilenburg | |
|      | Puschkinstraße (Karte)             | Alexander Sergejewitsch Puschkin (1799–1837), russischer Dichter | historischer Name: Dübener Straße Stadtteilzentrum Ost |
|      | Querstraße (Karte)                 | benannt nach der Lage zwischen Haupt- und Ringstraße in der Karl-Marx-Siedlung | |
|      | Rinckartstraße (Karte)             | Martin Rinckart (1586–1649), deutscher Dichter, protestantischer Theologe und Kirchenmusiker der Barockzeit                                                                        | historische Namen: Pfarrgasse (nördlicher Abschnitt), Neugasse oder Kuhgasse (südlicher Abschnitt), jeweils bis 1861 ehem. Standort von Kornhaus, Stadtschreiberei und Oberpfarrhaus Kulturdenkmal Hausnummern 1, 7/8, 9a                                                              |
|      | Ringstraße (Karte)                 | benannt nach ihrem ringförmigen Verlauf in der Karl-Marx-Siedlung | |
|      | Röberstraße (Karte)                | Ferdinand Röber († 1870), deutscher Bankier | Kulturdenkmale Hausnummern 3, 7a, 11, 12/13, 14 |
|      | Rödgener Landstraße (Karte)        | Rödgen, Ortsteil von Zschepplin | Kulturdenkmal Hausnummer 16 |
|      | Rödgener Straße (Karte)            | Rödgen, Ortsteil von Zschepplin | Kulturdenkmal Hausnummer 10 |
|      | Röhrenweg (Karte)                  | benannt nach den ehem. dort verlaufenden hölzernen Röhren, die Quellwasser vom Lehmberg in die Stadt leiteten                                                                      | |
|      | Rollenstraße (Karte)               | Hans Rolle, Apotheker | Kulturdenkmal Hausnummern 1/2, 23 |
|      | Rosa-Luxemburg-Straße (Karte)      | Rosa Luxemburg (1871–1919), deutsch-polnische Vertreterin der Arbeiterbewegung und Mitgründerin der KPD                                                                            | |
|      | Rotdornweg (Karte)                 | alle Straßen und Wege des Wohngebietes sind nach einheimischen Laubbäumen benannt                                                                                                  | angelegt im Zuge der Erschließung des Wohngebietes Leipziger Höhe in den 1990er Jahren |
|      | Samuelisdamm (Karte)               | Samuel Kopf († 1869), Magistratsassessor, besondere Verdienste um den Hochwasserschutz; die Straße liegt im Verlauf einer alten Deichanlage                                        | angelegt um 1910 Kulturdenkmale Hausnummern 1, 2, 10 „Röberstift“ |
|      | Schäfereistraße (Karte)            | benannt nach der ehem. dort gelegenen Kültzschauer Schäferei | |
|      | Schießstandweg (Karte)             | | |
|      | Schillerstraße (Karte)             | Friedrich Schiller (1759–1805), deutscher Dichter | historischer Name: Linsingenstraße |
|      | Schloßaue (Karte)                  | benannt nach dem Schloss, zu dessen Füßen sich die Flussaue der Mulde erstreckt | Kulturdenkmal Gedenksteine im Garten des Lokals Turnerheim |
|      | Schloßberg (Karte)                 | benannt nach Schloss, welches sich auf dem Hochufer der Mulde befindet („Berg“) | Kulturdenkmale Hausnummern 3, 13 sowie Burg und Marienkirche |
|      | Schreckerstraße (Karte)            | Emil Schrecker (1823–1905), Eilenburger Bürgermeister (1858–1893) | historischer Name: Canalstraße (bis 1906) Kulturdenkmale Hausnummern 3, 5, 9, 30 |
|      | Schützenplatz (Karte)              | benannt nach dem ehem. dort gelegenen Schützenhaus | historischer Name: Platz der DSF |
|      | Schulstraße (Karte)                | benannt nach der ehem. dort gelegenen Mädchenschule | historischer Name: Marstallgasse (bis 1861) Kulturdenkmale Hausnummern 17, 20 |
|      | Schwedengasse (Karte)              | benannt nach den Schweden, die die Stadt im Dreißigjährigen Krieg mehrmals besetzten                                                                                               | |
|      | Siedlung (Karte)                   | | |
|      | Siedlungsweg (Karte)               | | |
|      | Sonneneck (Karte)                  | | angelegt in den 1990er Jahren zur Erschließung des gleichnamigen Wohngebietes |
|      | Sorbenweg (Karte)                  | benannt nach den sorbischen Erbauern der Burg | ursprünglich künstlich angelegte Schlucht zur Verteidigung der Burg historischer Name: Fürstenweg (tw. heute noch Volksmund) Umgestaltung 1906/1907 Kulturdenkmal Hausnummer 2 |
|      | Sprottaer Landstraße (Karte)       | Sprotta, Ortsteil von Doberschütz | |
|      | Stadtpark (Karte)                  | benannt nach dem dort gelegenen Stadtpark | |
|      | Steinaue (Karte)                   | benannt nach den dortigen schlechten steinreichen Bodenverhältnissen | |
|      | Steinstraße (Karte)                | Heinrich Friedrich Karl vom und zum Stein (1757–1831), deutscher Beamter und Staatsmann                                                                                            | historischer Name: Töpfergasse |
|      | Straße der AWG (Karte)             | benannt nach der 1955 gegründeten Arbeiterwohnungsbaugenossenschaft „Aufbau“, die in der benachbarten Franz-Mehring-Straße ihren ersten Wohnblock errichtete                       | |
|      | Straße der DPF (Karte)             | benannt nach der Deutsch-Polnischen Freundschaft | historischer Name: Olivaer Straße angelegt 1936 zur Erschließung der damals so genannten Danziger Siedlung |
|      | Straße der Jugend (Karte)          | benannt nach dem freiwilligen Einsatz vieler Jugendlicher bei der Erbauung der Straße 1949                                                                                         | |
|      | Südstraße (Karte)                  | | Kulturdenkmal Hausnummer 8 |
|      | Sydowstraße (Karte)                | Ludwig Sydow (1858–1903), Eilenburger Bürgermeister (1893–1903) | Kulturdenkmale Hausnummer 1 sowie Stadtpark |
|      | Tannenweg (Karte)                  | | |
|      | Thomas-Müntzer-Straße (Karte)      | Thomas Müntzer (~1489–1525), Theologe, Reformator und Revolutionär in der Zeit des Bauernkrieges                                                                                   | |
|      | Torgauer Landstraße (Karte)        | Torgau, Stadt in Sachsen | |
|      | Torgauer Straße (Karte)            | Torgau, Stadt in Sachsen | Kulturdenkmale Hausnummern 1a, 23, 40 (Roter Hirsch), 42, 43, 46, 47, 48, 49, 50, 51, 53, 63 sowie Stadtfriedhof und zwei figürliche Plastiken |
|      | Uferstraße (Karte)                 | benannt nach dem Hohen Ufer, der östlichen Begrenzung der Muldeniederung | |
|      | Von-Bülow-Straße (Karte)           | Karl Eduard von Bülow (1803–1853), deutscher Novellendichter | Neubenennung (2005) eines Teils der Rödgener Landstraße |
|      | Waldweg (Karte)                    | | |
|      | Wallstraße (Karte)                 | benannt nach dem Wall der ehem. südlichen Stadtbefestigung | im Volksmund heißt diese Straße Birner aufgrund der früheren Bepflanzung mit Birnenbäumen |
|      | Walter-Stöcker-Straße (Karte)      | Walter Stoecker (1891–1939), deutscher kommunistischer Politiker | |
|      | Walther-Rathenau-Straße (Karte)    | Walther Rathenau (1867–1922), deutscher Industrieller, Schriftsteller und liberaler Politiker                                                                                      | historischer Name: Schützenstraße |
|      | Weidenröschenweg (Karte)           | alle Straßen und Wege des Wohngebietes sind nach einheimischen Laubbäumen benannt                                                                                                  | angelegt im Zuge der Erschließung des Wohngebietes Leipziger Höhe in den 1990er Jahren |
|      | Weidenweg (Karte)                  | | |
|      | Weinbergstraße (Karte)             | benannt nach den bis Anfang des 20. Jh. dort gelegenen Weingärten | historische Namen: seit dem Mittelalter uneinheitlich Weinproße sowie nach der Wegerichtung Püchau, Wöllmen u. a. Kulturdenkmale 8 (Rittergut Friedrichshöhe), 9 (Rittergut Berg) |
|      | Wiesenweg (Karte)                  | | |
|      | Winkelstraße (Karte)               | benannt nach ihrem Verlauf etwa im rechten Winkel | Neubenennung (2005) eines Teils des Gelbchenweges |
|      | Wilhelm-Grune-Straße (Karte)       | Wilhelm Grune (1839–1919), Ritterguts- und Mühlenbesitzer, stifte sein Vermögen zum Bau eines Bürgermeisterhauses (Am Anger 29)                                                    | Kulturdenkmale Hausnummern 5–8, 22, 24 |
|      | Wilhelm-Raabe-Straße (Karte)       | Wilhelm Raabe (1831–1910), deutscher Schriftsteller | historischer Name: Bülow-Straße Kulturdenkmale Hausnummern 2, 5, 10 |
|      | Windmühlenstraße (Karte)           | benannt nach der ehem. dort gelegenen Windmühle | |
|      | Wirtschaftsweg (Karte)             | | |
|      | Witrow-Siedlung (Karte)            | benannt nach der Wüstung Wiederau, auch Wetraw, Witro u. a. | historischer Name (Teilabschnitt): Paschwitzer Landstraße |
|      | Wurzener Landstraße (Karte)        | Wurzen, Stadt in Sachsen | Kulturdenkmal Hausnummer 8 |
|      | Wurzener Platz (Karte)             | Wurzen, Stadt in Sachsen | ehemaliges Kulturdenkmal Brauerei Riebeck |
|      | Wurzener Straße (Karte)            | Wurzen, Stadt in Sachsen | |
|      | Ziegelstraße (Karte)               | benannt nach den ehem. dort gelegenen Ziegeleien | Kulturdenkmal Hausnummer 2 |
|      | Zscheppliner Landstraße (Karte)    | Zschepplin, Gemeinde in Sachsen | |
|      | Zschettgauer Straße (Karte)        | Zschettgau, Ortsteil von Eilenburg | |
|      | Zum Erlengrund (Karte)             | | Kulturdenkmal Hausnummer 8 |
|      | Zum See (Karte)                    | benannt nach dem Kiessee | Neubenennung (2007) eines Teils der Torgauer Landstraße |
|      | Zur Kämmerei (Karte)               | benannt nach dem Kämmereiforst, der früher Besitz der Leipziger Kämmerei war | |
|      | Zur Mühle (Karte)                  | | |
|      | Zur Rietzschke (Karte)             | benannt nach dem Bach Rietzschke, einem Nebenfluus der Mulde, der dort entspringt                                                                                                  | |

## Ehemalige Straßen
| Bild | Name/Lage                            | Namensherkunft                                           | Anmerkungen                                                                                                   | Verbleib                         |
| ---- | ------------------------------------ | -------------------------------------------------------- | --- | -------------------------------- |
|      | Brückenstraße (Karte)                |                                                          | Rückbau der anliegenden Gebäude aufgehoben 2005                                                               | Parkplatz und Weg ohne Widmung   |
|      | Carl-Fleischer-Straße (Karte)        | Carl Fleischer, deutscher Möbelfabrikant                 | Planstraße zur Erschließung des ehem. Betriebsgeländes des Eilenburger Chemiewerks seit 2002, aufgehoben 2006 | Teil der Alexander-Monski-Straße |
|      | Johann-Sebastian-Bach-Straße (Karte) | Johann Sebastian Bach (1685–1750), deutscher Komponist   | Rückbau der anliegenden Gebäude und der Straße 2005 offiziell nicht aufgehoben                                | Brachfläche                      |
|      | Louis-Holzweissig-Straße (Karte)     | Louis Holzweissig (1840–1916), deutscher Textilfabrikant | Planstraße zur Erschließung des ehem. Betriebsgeländes des Eilenburger Chemiewerks seit 2002, aufgehoben 2006 | Teil der Alexander-Monski-Straße |
|      | Siebertsgasse (Karte)                |                                                          | nach 1945 aufgehoben                                                                                          | Brachfläche, Innenhof            |